# عشب الربيع الألبي
عشب الربيع الألبي (الاسم العلمي: Anthoxanthum alpinum) هو نوع نباتي يتبع جنس عشب الربيع من فصيلة النجيلية.